# Кристенсен, Конрад
Конрад Адольф Кристенсен (норв. Conrad Adolf Christensen; 25 января 1882, Кристиания — 30 декабря 1950, Осло) — норвежский гимнаст, боксёр и борец, бронзовый призёр летних Олимпийских игр 1912 по гимнастике в командном первенстве по шведской системе. Отец боксёра Эдгара Нормана.

## Биография
Боксом Кристенсен занимался на любительском и профессиональном уровнях, его сын Эдгар также стал боксёром. За развитие бокса в стране Кристенсен был награждён медалью Норвежского боксёрского союза. Также он занимался вольной борьбой и выиграл чемпионат Норвегии.
В составе норвежской сборной по гимнастике завоевал бронзовые медали на Олимпиаде 1912 года в Стокгольме в командном первенстве по шведской системе.